# Jos Daerden
Jozef ("Jos") Daerden ('s Herenelderen, 26 november 1954) is een Belgisch voormalig voetballer. Momenteel is hij aan de slag binnen de jeugdacademie van de Belgische eersteklasser KRC Genk. Zijn zoon Koen Daerden is ook een voormalig profvoetballer.

## Speler

### SK Tongeren
Jos Daerden groeide op in het Limburgse 's Herenelderen. Hij sloot zich als jonge knaap aan bij SK Tongeren en speelde voordien ook één jaar voor Club Luik. Nadien trok hij naar Tongeren, waar hij zijn debuut maakte in het eerste elftal. Daerden was een libero of een verdedigend ingestelde middenvelder. In totaal voetbalde hij negen seizoenen voor de Limburgse club. Tongeren kwam uit in Tweede Klasse en miste verscheidene seizoenen op een haar na de promotie. In 1980 was Daerden uitgegroeid tot een van de absolute sterkhouders van de ploeg. Het leverde hem een transfer op naar eersteklasser Standard Luik.

### Standard
Toevallig of niet, maar net na het vertrek van Daerden slaagde Tongeren er dan toch in om de promotie af te dwingen. De libero had echter andere zorgen, want na het vertrek van trainer Ernst Happel kwam hij bij de Rouches minder vaak aan spelen toe. De wat houterig oogende Limburger kon uiteindelijk ook Raymond Goethals, Happels opvolger, overtuigen. Hij werd een titularis in het beruchte Standard van de jaren 80. Samen met ploegmaats als Michel Preud'homme, Guy Vandersmissen, Arie Haan en Simon Tahamata veroverde hij zowel in 1981/82 als 1982/83 de landstitel. In 1982 bereikte Standard bovendien ook de finale van de Europacup II. Net voor die finale had Standard de titel gewonnen, na winst tegen Waterschei. In 1984 kwam echter aan het licht dat de Rouches de spelers van Waterschei hadden betaald om het "rustig aan te doen". De omkoopaffaire "Standard-Waterschei" werd een zwarte dag in het Belgisch voetbal en de geschiedenis van Standard. Verscheidene spelers zochten andere oorden op om aan een schorsing te ontsnappen. Daerden volgde het voorbeeld van Eric Gerets en ging naar Nederland.

### Roda JC
Bij Roda JC werd Daerden meteen een vaste pion. Hij eindigde met de club uit Kerkrade op een knappe vijfde plaats in 1985/86. Na een anderhalf seizoen hield hij het echter al voor gezien in Nederland. De ondertussen al 32-jarige middenvelder keerde terug naar België.

### Beerschot
Terug uit verbanning, zo leek het wel. Bij Beerschot VAV werd de ervaren libero een ploegmaat van onder meer Marc Schaessens en Willy Wellens, later van o.a. Patrick Goots en Simon Tahamata. Daerden bleef tot 1990 bij Beerschot en belandde vervolgens bij streekgenoot Germinal Ekeren.

### Germinal Ekeren
Germinal Ekeren begon haar tweede seizoen in de hoogste afdeling. In het team onder leiding van Urbain Haesaert was Daerden zonder twijfel de ouderdomsdeken. De club was in die dagen een middenmoter, maar zou midden jaren 90 een plaats innemen in de subtop. De 38-jarige Daerden zette in 1992 een punt achter zijn spelersloopbaan.

## Coach
Meteen na het stopzetten van zijn spelerscarrière keerde Daerden terug naar het Belgisch voetbal. Hij werd bij SK Beveren de opvolger van Johan Boskamp. Drie seizoenen lang nam de Limburger de Waaslandse club onder zijn hoede. Hij profileerde zich als een tactisch sterke trainer, maar kende met Beveren geen uitschieters.
In september 1995 werd bij Lommel SK al na enkele maanden trainer Vic Hermans aan de deur gezet. Daerden volgde de Nederlander op en loodste Lommel naar de een negende plaats in het eindklassement. Nadien kreeg hij een kans bij zijn ex-club Standard Luik. Daerden trad er in de voetsporen van Robert Waseige, geen geschenk. Hij kon rekenen op spelers als Gunther Schepens, Bernd Thijs en de Braziliaan Wamberto. Maar het vertrek van onder meer Michaël Goossens en Marc Wilmots woog zwaar. De Rouches strandden dat jaar op een teleurstellende zevende plaats.
Er werd dan ook geen vervolg gebreid aan Daerdens trainerschap bij Standard. Hij trok in 1997 naar de toen verrassende landskampioen Lierse SK. Ex-ploegmaat Eric Gerets was er z'n voorganger en had de lat hoog gelegd. Daerden begeleidde Lierse in de UEFA Champions League. Lierse kon in de Europese campagne niet stunten en deed in eigen land ook niet mee om de hoofdprijzen. Nog voor het einde van het seizoen werd Daerden aan de deur gezet.
Een seizoen later sprong hij Lommel weer bij. De club flirtte met de degradatie, maar kon onder Daerdens toezicht net ontsnappen aan Tweede Klasse. Een jaar later mocht hij al opnieuw vertrekken. Hij werd ontslagen na teleurstellende resultaten en vervangen door gewezen Lommel-aanvoerder Harm van Veldhoven. Voor Daerden het signaal om terug naar het buitenland te verkassen. Gedurende één seizoen coachte hij net over de Belgisch-Nederlandse grens FC Eindhoven.
In 2001 werd Daerden bij het ambitieuze KRC Genk binnengehaald als de assistent van Sef Vergoossen. Zijn zoon Koen Daerden speelde in dagen voor Racing Genk. In 2001/02 werd de club landskampioen. Daerden maakte een succesperiode mee bij de fusieclub. In 2003/04 werd Vergoossen echter ontslagen. Daerden werd daardoor een seizoen later terug hoofdcoach.
Het was RAEC Mons dat beroep deed Daerden. De club speelde nog maar pas sinds 2002 in Eerste Klasse. Daerden kreeg het vertrouwen van het bestuur, maar kon niet voorkomen dat de club op het einde van het seizoen laatste werd. Een rechtstreekse degradatie was een feit. Daerden degradeerde niet mee en werd in de zomer van 2005 voor het eerst coach van Germinal Beerschot, een club ontstaan uit de samensmelting van zijn twee ex-clubs Germinal Ekeren en Beerschot VAV. Hij was van september 2005 tot het einde van het 2005/06 trainer van de Antwerpse club. Hij loodste de Ratten naar de zesde stek in het klassement. Daerden voelde echter te weinig respect van het Antwerpse bestuur en stapte op het einde van het voetbaljaar op.
Daerden belandde vervolgens verrassend bij het Oekraïense Metallurg Donetsk. Eerst was hij er assistent-coach, later hoofdtrainer. Begin september 2009 keerde Daerden terug naar Germinal Beerschot. Zijn terugkeer leverde in eerste instantie een positief effect op. De spelersgroep leek te ontbolsteren en stapelde de goede resultaten op. Nadien ken de ploeg echter een dipje en Beerschot greep zo toch nog naast Europees voetbal. Op het einde van het seizoen ontstond er onduidelijkheid over het lot van Daerden bij Germinal Beerschot. Uiteindelijk werd hij aan de deur gezet en stelde de club Glen De Boeck voor als nieuwe coach.
De werkloze Daerden zat echter niet lang zonder club. Voor de derde keer in zijn carrière besloot hij terug te keren naar Nederland. Daerden besloot in juni 2010 om de assistent te worden van zijn ex-ploegmaat Michel Preud'homme, die enkele weken voordien was aangeduid als de nieuwe trainer van landskampioen FC Twente. In oktober werd hij trainer van het beloftenelftal, nadat René Hake naar FC Emmen vertrok. Na een jaar besloten beide partijen echter een punt achter de samenwerking te zetten.
Voor het seizoen 2011/12 werd Daerden trainer van tweedeklasser Sporting Charleroi. Hij werd er nog voor de winterstop aan de deur gezet. In mei 2012 werd hij aangenomen bij het Hongaarse Újpest FC. Daar nam hij na iets meer dan een half jaar ontslag. Enkele dagen eerder had de club met 0-6 verloren van Paksi SE. Van 2014 tot 2016 werkte Daerden als assistent van Frank Vercauteren voor het Russische Krylja Sovetov Samara. In januari 2017 kreeg hij bij zijn voormalige club KRC Genk de job van assistent-coach, de functie die hij van 2001 tot 2004 al eens bij Genk bekleedde. Na het behalen van de landstitel met Genk in mei 2019 werd 1 maand later bekend dat Daerden stopt met zijn fucntie als assistent-coach. Daerden blijft echter wel actief binnen Genk, hij stapt in een nieuw project van de KRC Genk jeugdacademie waarbij er nauw wordt samengewerkt met enkele Limburgse interprovinciale voetbalclubs.

## Statistieken
| Seizoen | Club            | Competitie    | Wed. | Goals |
| ------- | --------------- | ------------- | ---- | ----- |
| 1972/73 | KSK Tongeren    | Tweede klasse | 8    | 0     |
| 1973/74 | KSK Tongeren    | Tweede klasse | 27   | 3     |
| 1974/75 | KSK Tongeren    | Tweede klasse | 30   | 5     |
| 1975/76 | KSK Tongeren    | Tweede klasse | 30   | 3     |
| 1976/77 | KSK Tongeren    | Tweede klasse | 30   | 3     |
| 1977/78 | KSK Tongeren    | Tweede klasse | 30   | 9     |
| 1978/79 | KSK Tongeren    | Tweede klasse | 30   | 8     |
| 1979/80 | KSK Tongeren    | Tweede klasse | 30   | 5     |
| 1980/81 | Standard Luik   | Eerste klasse | 29   | 4     |
| 1981/82 | Standard Luik   | Eerste klasse | 18   | 4     |
| 1982/83 | Standard Luik   | Eerste klasse | 34   | 9     |
| 1983/84 | Standard Luik   | Eerste klasse | 28   | 3     |
| 1984/85 | Roda JC         | Eredivisie    | 18   | 3     |
| 1985/86 | Roda JC         | Eredivisie    | 32   | 6     |
| 1986/87 | Beerschot VAV   | Eerste klasse | 33   | 6     |
| 1987/88 | Beerschot VAV   | Eerste klasse | 32   | 0     |
| 1988/89 | Beerschot VAV   | Eerste klasse | 32   | 1     |
| 1989/90 | Beerschot VAV   | Eerste klasse | 34   | 4     |
| 1990/91 | Germinal Ekeren | Eerste klasse | 33   | 1     |
| 1991/92 | Germinal Ekeren | Eerste klasse | 9    | 0     |
| TOTAAL  | TOTAAL          | TOTAAL        | 547  | 77    |

## Clubs

### Speler
- Club Luik
- KSK Tongeren
- Standard Luik
- Roda JC
- Beerschot VAV
- Germinal Ekeren

### Trainer
- 1992–1995: KSK Beveren
- sept 1995 – 1996: Lommel
- 1996–1997: Standard
- 1997 – apr 1998: Lierse SK
- jan 1999 – febr 2000: Lommel
- 2000–2001: FC Eindhoven
- 2001–2004: KRC Genk (assistent-trainer)
- 2004–2005: RAEC Mons
- sept 2005 – 2006: Germinal Beerschot
- 2006 – mei 2007: Metallurg Donetsk (assistent-trainer)
- mei–dec 2007: Metallurg Donetsk
- sept 2009 – juni 2010: Germinal Beerschot
- okt 2010: FC Twente (assistent-trainer)
- okt 2010 – 2011: FC Twente (beloften)
- 2011 – sept 2011: Sporting Charleroi
- 2012 – mrt 2013: Újpest FC
- jun 2014 – jun 2016: Samara (assistent-trainer)
- jan 2017 – jun 2019: KRC Genk (assistent-trainer)
- dec 2017: KRC Genk (interim-hoofdcoach)
- jun 2019 – Heden: KRC Genk (jeugdwerking)

## Palmares
- 1997: finalist Ligabeker (Standard)
- 1997: Supercup (Lierse)
- 2002: Landstitel (KRC Genk assistent-trainer)
- 2019: Landstitel (KRC Genk assistent-trainer)